# Mr. Mugwump's Banknotes
Mr. Mugwump's Banknotes è un cortometraggio muto del 1910 diretto da Frank Wilson.

## Trama
Un uomo trova molte difficoltà a depositare in banca i risparmi della moglie.

## Produzione
Il film fu prodotto dalla Hepworth.

## Distribuzione
Distribuito dalla Hepworth, il film - un cortometraggio di 153,9 metri - uscì nelle sale cinematografiche britanniche nell'agosto 1910.
Si conoscono pochi dati del film che, prodotto dalla Hepworth, fu distrutto nel 1924 dallo stesso produttore, Cecil M. Hepworth. Fallito, in gravissime difficoltà finanziarie, il produttore pensò in questo modo di poter almeno recuperare il nitrato d'argento della pellicola.